# Antonio da Alatri
Antonio da Alatri foi um pintor italiano do final do período Gótico. Foi provavelmente discípulo de Gentile da Fabriano. É o único nome remanescente de uma escola de pintura que foi ativa no Trecento em toda a área italiana do baixo Lácio. 
Várias obras do artista se encontram na região italiana de Alatri, sendo a única obra assinada o chamado Tríptico do Redentor: Madonna com menino,  Salvador do Mundo, com São Sebastião na Igreja de Santa Maria Maggiore, em Alatri.